# Vranov (Tachovi járás)
Vranov település Csehországban, Tachovi járásban. Vranov Sytno, Stříbro és Sulislav településekkel határos. Lakosainak száma 205 fő (2024. január 1.).

## Népesség
A település lakosságának változását az alábbi diagram mutatja:
| Lakosok száma | 294  | 317  | 304  | 211  | 158  | 128  | 166  | 175  | 196  | 205  |
|               | 1869 | 1890 | 1921 | 1950 | 1980 | 2001 | 2017 | 2019 | 2022 | 2024 |